# Municipio de Manchester (Minnesota)
El municipio de Manchester (en inglés: Manchester Township) es un municipio ubicado en el condado de Freeborn en el estado estadounidense de Minnesota. En el año 2010 tenía una población de 424 habitantes y una densidad poblacional de 4,55 personas por km².

## Geografía
El municipio de Manchester se encuentra ubicado en las coordenadas 43°42′57″N 93°28′33″O / 43.71583, -93.47583. Según la Oficina del Censo de los Estados Unidos, el municipio tiene una superficie total de 93.21 km², de la cual 92,56 km² corresponden a tierra firme y (0,69 %) 0,64 km² es agua.

## Demografía
Según el censo de 2010, había 424 personas residiendo en el municipio de Manchester. La densidad de población era de 4,55 hab./km². De los 424 habitantes, el municipio de Manchester estaba compuesto por el 97,64 % blancos, el 1,18 % eran afroamericanos, el 0,24 % eran amerindios, el 0,24 % eran asiáticos, el 0,47 % eran de otras razas y el 0,24 % eran de una mezcla de razas. Del total de la población el 1,18 % eran hispanos o latinos de cualquier raza.